# Ronaldo Dejesús
Ronaldo Nawel Dejesús López (San Patricio, Paraguay; 21 de abril de 2001) es un futbolista paraguayo. Juega de defensa y su equipo actual es el Club Atlético Lanús de la Primera División de Argentina.

## Trayectoria
Originario de San Patricio, Departamento de Misiones, Paraguay, Dejesús recibió el nombre de Ronaldo en homenaje al futbolista brasileño. Ingresó a las divisiones formativas de Cerro Porteño a los 16 años y realizó su debut en el plantel principal el 6 de abril de 2023, en un encuentro frente al Barcelona SC por la Copa Libertadores. De cara a la temporada 2025, fue transferido al Club Atlético Lanús, de la Primera División de Argentina.

## Selección nacional
Formó parte de la selección sub-23 de Paraguay que disputó los Juegos Olímpicos de París 2024.

## Estadísticas
Actualizado al último partido disputado el 29 de noviembre de 2024
| Club                   | Div.          | Temporada     | Liga  | Liga  | Copas nacionales | Copas nacionales | Copas internacionales | Copas internacionales | Total | Total |
| Club                   | Div.          | Temporada     | Part. | Goles | Part.            | Goles            | Part.                 | Goles                 | Part. | Goles |
| ---------------------- | ------------- | ------------- | ----- | ----- | ---------------- | ---------------- | --------------------- | --------------------- | ----- | ----- |
| Cerro Porteño Paraguay | 1.ª           | 2023          | 10    | 2     | 0                | 0                | 1                     | 0                     | 11    | 2     |
| Cerro Porteño Paraguay | 1.ª           | 2024          | 24    | 2     | 2                | 0                | 2                     | 0                     | 28    | 2     |
| Cerro Porteño Paraguay | Total club    | Total club    | 34    | 4     | 0                | 0                | 3                     | 0                     | 39    | 4     |
| Total carrera          | Total carrera | Total carrera | 34    | 4     | 0                | 0                | 3                     | 0                     | 39    | 4     |